# 에슐리 쿠퍼
제1대 준남작 에슐리 패스턴 쿠퍼 경(Sir Astley Paston Cooper, 1st Baronet, 1768년 8월 23일 ~ 1841년 2월 12일)은 이과학외과, 혈관 수술, 유선과 고환의 해부학 및 병리학, 탈장의 병리학 및 수술에 기여한 영국의 외과의사이자 해부학자였다.

## 생애
쿠퍼는 1768년 8월 23일 노퍽주 브룩에 있는 브룩 홀에서 태어났고 9월 9일 교구 교회에서 세례를 받았다. 그의 아버지 사무엘 쿠퍼 박사는 잉글랜드 국교회의 성직자였고, 어머니 마리아 수잔나 브랜즈비는 다양한 소설을 쓴 작가였다. 쿠퍼는 16살의 나이에 런던으로 보내졌고 성 토머스 병원의 외과 의사인 헨리 클라인(1750–1827) 밑에 놓였다. 쿠퍼는 처음부터 해부학 연구에 전념했고 존 헌터의 강의에 참석하는 특권을 누렸다. 쿠퍼는 1789년 성 토머스 병원에서 해부학 시연자로 임명되었고, 그곳에서 1791년 클라인과 해부학과 수술의 공동 강사가 되었고, 1800년 삼촌인 윌리엄 쿠퍼가 사망하자 가이 병원의 외과 의사로 임명되었다.
1802년 쿠퍼는 런던 왕립학회에서 고막 파괴에 관한 두 편의 논문으로 코플리 메달을 받았고 같은 해 런던 왕립학회 회원으로 선출되었다. 1805년 그는 런던 의학 및 치루 수술 협회의 결성에 적극적으로 참여했고, 1804년에는 탈장에 관한 그의 위대한 업적의 일부를 1807년에 내놓았는데, 이것은 그의 명성에 크게 기여하여 1813년 그의 연간 직업 수입이 21,000 파운드로 증가했다. 같은 해에 그는 왕립 외과 대학의 비교해부학 교수로 임명되어 강사로서 매우 큰 인기를 끌었다.
1817년에 쿠퍼는 동맥류를 치료하기 위해 복부 대동맥을 묶는 쿠퍼의 유명한 수술을 수행했고, 1820년에는 조지 4세의 머리에서 감염된 피지낭종을 제거했다. 약 6개월 후 쿠퍼는 준남작 작위를 받았는데, 쿠퍼에게는 아들이 없었기 때문에 그의 조카이자 입양아인 Astley Cooper가 계승하게 되었다. 쿠퍼는 1828년 조지 4세의 외과의사로 임명되었다. 1827년에는 왕립 외과 대학의 총장을 역임했고, 1836년에는 왕립 학회의 부회장으로 선출되었다. 1821년, 그는 스웨덴 왕립 과학한림원의 외국인 회원으로 선출되었다. 1841년 2월 12일, 그는 런던에서 사망하였고, 자신의 유언에 따라 세인트 토마스 가에 있는 토마스 가이 예배당 지하실(현재 킹스 칼리지 런던과 가이즈 병원이 공유하는 부지)에 안장되었다. 세인트 폴 대성당에는 에드워드 호지스 베일리의 동상이 세워졌다.
쿠퍼는 헤멜 헴프스테드의 시장 마을에 있는 게이드브리지 하우스에서 살았다. 쿠퍼의 영향력 덕분에 그 지역 주민들 중에서도 런던에서 버밍엄으로 가는 주요 철도 노선을 더 자연스러운 코스인 런던에서 남쪽으로 건설할 수 있었다. 그 덕분에 헤멜 헴스테드의 시민들은 마을에 철도역이 하나도 없었다.
오늘날 쿠퍼는 이 지역에서 여러 지역의 거리 이름(노퍽주 브룩에 있는 애슬리 쿠퍼 플레이스), 헤멜 헴스테드에 있는 애슬리 로드와 패스턴 로드), 그리고 이전에 그로브힐 학교였던 애슬리 쿠퍼 스쿨(The Astley Cooper School)이 1984년에 그의 이름을 따서 이름을 바꾸면서 기억되고 있다.

## 같이 보기
- 병리학